# Sichuanträdkrypare
Sichuanträdkrypare (Certhia tianquanensis) är en relativt nyligen beskriven fågelarten i familjen trädkrypare inom ordningen tättingar som enbart förekommer i ett litet område i Kina.

## Utseende och läten
Sichuanträdkryparen är en 12 cm, långstjärtad och kortnäbbad trädkrypare. Undersidan är brunaktig förutom vit hake och strupe. Inga andra trädkrypare i dess utbredningsområde visar upp kombinationen av lång stjärt, kort näbb och färg på undersidan. Sången består av en kort och ljus drill som stiger eller faller i tonhöjd.

## Utbredning och systematik
Sichuanträdkryparen är endemisk för Kina och förekommer endast i norra och centrala Sichuan samt i Qinlingbergen i sydvästra Shaanxi. Tidigare troddes den vara begränsad till endast fem lokaler i bergen väster om Chengdu och Leshan i Sichuan. Den har dock senare upptäckts vid naturreservatet Jiuzhaigou 200 km norrut, i närliggande Taibaishan och Quinlingbergen i Shaanxi samt i ytterligare områden i Sichuan (Tangjiahe, Wanglang och Hailuogou).

## Systematik
Sichuanträdkryparen beskrevs som ny för vetenskapen 1995, men betraktades då som underart till trädkryparen. Senare studier har visat att dessa häckar sympatriskt med varandra. Morfologi, läten och skillnader i DNA stödjer dess artstatus och visar dessutom att dess närmaste släkting istället är nepalträdkryparen (C. nipalensis). Den behandlas som monotypisk, det vill säga att den inte delas in i några underarter.

## Levnadssätt
Sichuanträdkryparen häckar i öppna stånd med Abies fabri på 2500-2830 meters höjd. Den födosöker på typiskt trädkryparmanér efter ryggradslösa djur på grenar och stammar i övre delen av träden. Fågeln häckar i maj och juni och bygger sitt bo i sprickor i döda granars stammar. Arten är stannfågel, men verkar röra sig till en något lägre nivå vintertid, till åtminstone 1600 meters höjd.

## Status och hot
Denna rätt nyligen beskrivna fågelart ansågs först vara hotad och placerades initialt i hotkategorin sårbar av internationella naturvårdsunionen IUCN. Den har dock därefter successivt nedgraderats i hotgrad efter ökat kunskap om dess status, först till nära hotad och från 2019 till livskraftig. Utbredningsområdet är visserligen relativt litet och kvalitén på dess biotop tros försämras, men det är inte klarlagt om arten minskar i antal. Världspopulationen uppskattas till högst 10.000 vuxna individer.